# Пеночка-весничка
Пе́ночка-весни́чка (лат. Phylloscopus trochilus) — вид певчих птиц из семейства пеночковых.

## Описание
Мелкая птица размером меньше воробья, но по сравнению с другими пеночками считается относительно крупной. В длину достигает от 11 до 13 см (по другим данным 12—15 см), имеет размах крыльев от 18 до 24 см и массу 6—11 г. Верх тела зеленовато-оливковый с немного более светлым надхвостьем и более тёмными крыльями и хвостом. Крылья имеют длину  6,1—7,4 см и, будучи сложенными, прикрывают почти половину длины хвоста. На них отсутствуют светлые поперечные полоски, но края маховых перьев светлые, из-за чего на сложенном крыле образуют светлую «панель». Первое первостепенное маховое перо короче кроющих кисти на 2—8 мм. Нижняя сторона тела белёсая, на горле, груди и боках головы желтоватый налёт. Менее выраженный налёт имеется на брюхе. Над глазом проходит отчётливая желтоватая бровь, которая снизу ограничена тёмной проходящей через глаз полоской. Под глазом на серовато-зелёной щеке имеется небольшое просветление. Радужная оболочка тёмно-коричневая. Клюв коричневато-серый с желтоватыми или розоватыми краями и основанием. Ноги светло-бежевые.
Молодые птицы осенью после линьки с более выраженными жёлтыми участками оперения. В ювенильном наряде (в первый месяц жизни) оперение рыхлое. Сверху серовато-оливковое, снизу белое. Жёлтый цвет присутствует только на боках головы и в меньшей степени на груди. Углы клюва жёлтые, и могут оставаться такими какое-то время после вылета из гнезда.
Внешне очень напоминает пеночку-теньковку и пеночку-трещотку. От теньковки отличается светлой окраской ног, более контрастным рисунком вокруг глаза, длинной светлой бровью, более светлым клювом, отсутствием коричневых оттенков на верхней стороне и по бокам тела, а тажке более длинными и заострёнными крыльями. От трещотки отличается более короткими крыльями, менее ярким жёлтым оттенком на груди, а также более коротким подхвостьем, которое прикрывает хвост менее чем наполовину. От всех пеночек хорошо отличается по голосу. Самцы и самки внешне не отличаются.

## Распространение
Пеночка-весничка встречается почти по всей Европе с апреля по сентябрь. Зимует она в Африке к югу от Сахары. Время и направление перелёта заложены у неё в генах. Предпочитаемая среда обитания пеночки-веснички — негустые лиственные и смешанные леса, парки, влажные биотопы, кустарниковые местности и сады.

## Экология
Ареал веснички в значительной степени перекрывается с ареалом двух других близких видов пеночек — теньковки и трещотки. Весничка заметно отличается от двух последних видов тем, что избегает селиться в глубине леса и держится преимущественно на опушках, вырубках и других открытых местах. Чаще всего весничка встречается в лиственном лесу, но обычна в ельниках и сосняках. Держится на всех участках крон деревьев, среди густых ветвей и листвы, предпочитая при этом кроны без выраженной ярусности веток и листьев. Поскольку характерные микростации формируются в разных типах леса, пеночки могут населять различные биотопы.

## Питание

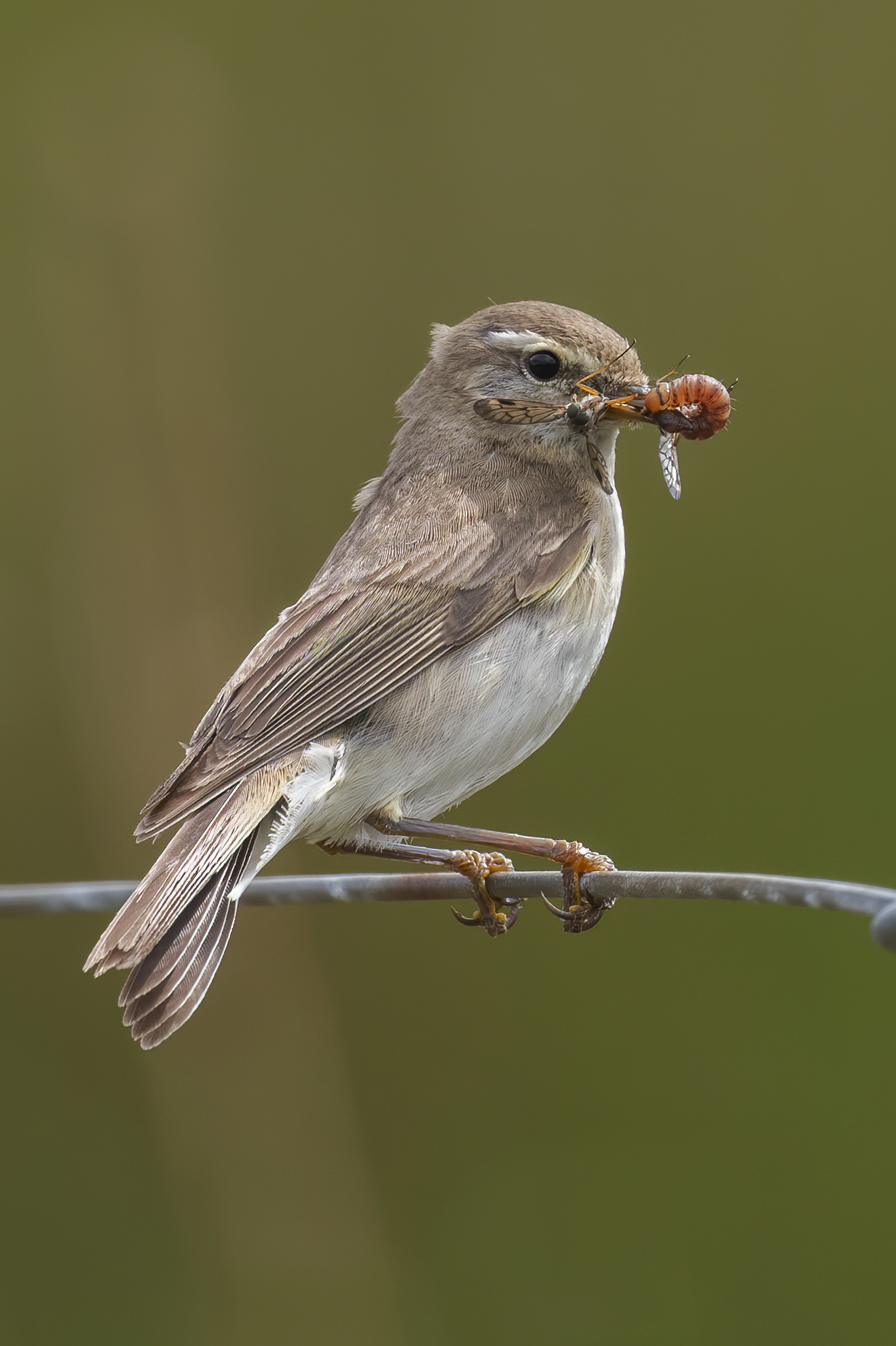
Пеночка-весничка с пойманным насекомым

Пеночки-веснички питаются пауками, улитками, ягодами, фруктами, насекомыми и их личинками.
Рацион пеночки может существенно варьировать в зависимости от сезона, биотопа и географического района. Соответственно он меняется от сезона к сезону, от года к году и различен в разных районах. Птицы легко переходят в одного вида корма на другой в зависимости от их обилия и доступности. Питаясь пищей, в целом сходной у трёх видов (веснички, теньковки и трещотки), пеночки обнаруживают избирательность в отношении размера пищевых объектов: трещотка добывает наиболее крупных, весничка средних, а теньковка мелких беспозвоночных. Различия в размере кормовых объектов обусловлены тонкостями кормового поведения птиц и структурой микростаций: трещотка использует энергетически дорогие способы добывания пищи (трепещущий полёт, прыжки и перелёты на далёкое расстояние) и тратит много времени на высматривание жертвы. Поэтому она стремится охотиться на более крупную добычу, чем теньковка и весничка, которые используют менее энергоёмкие приёмы охоты — прыжки по веткам и перепархивания. Кроме того, весничка и теньковка, обитающие среди густой растительности, не могут выбирать крупных жертв из-за ограниченного обзора и вынуждены брать любую встретившуюся на их пути пищу.

## Голос
Самцы поют в кронах деревьев, чередуя пение с охотой. Начинают петь во время пролёта, ещё не заняв гнездовые территории. Песня представляет собой короткую мелодичную свистовую трель, которая длится около 3 с. Сначала она громкая, а тон сигналов повышается, потом затихающая с понижающимся тоном. Пение пеночки-веснички напоминает зяблика, но немного мягче, чаще переливается и в конце отсутствует «росчерк». Крик тревоги — высокий свист «фЮ-ить» либо «тИУвить» с ударением на первом слоге и подъёмом тона к концу.

## Размножение

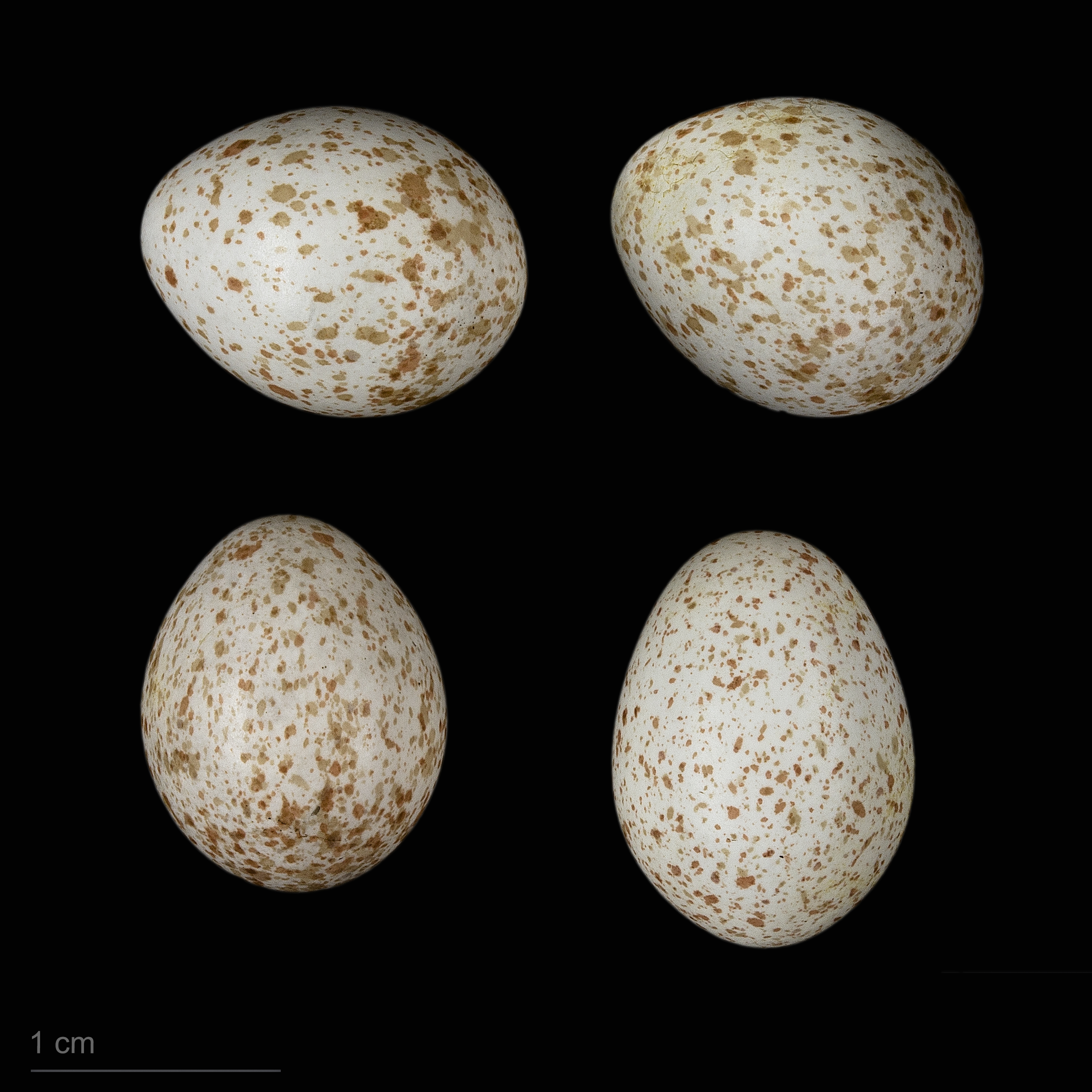
Яйца пеночки-веснички

Половая зрелость у этого вида наступает в возрасте одного года. Основной период спаривания длится с мая по июль. Гнездо, построенное из мха и травы и имеющее также подобие крыши, хорошо спрятано в густых зарослях или траве. Самка откладывает за один раз от четырёх до семи яиц и около двух недель их насиживает. Молодые птенцы после рождения остаются в гнезде до двух недель. Согласно оценке специалистов из Орнитологического института Швейцарии (англ. Swiss Ornithological Institute), опубликованной в 2009 году в журнале Oikos, пеночки-веснички занимают первое место по численности среди мигрирующих птиц между Европой и Африкой: ежегодно около 300 млн особей перемещаются из одной части света в другую и обратно. Продолжительность жизни этой птицы может достигать 12 лет.

## Подвиды
Выделяют три подвида, различающиеся между собой тонами окраски и размерами:
- P. t. trochilus (Linnaeus, 1758) — Западная Европа от границы ареала вида на восток до южной Швеции, Польши и Карпат, на юг до средней Франции, Италии, Югославии и северной Румынии и отдельными колониями на Апеннинском полуострове, остров Сицилия и, возможно, в Пиренеях[источник не указан 124 дня];
- P. t. acredula (Linnaeus, 1758) — от Фенноскандии до южных отрогов Карпат, на восток до Енисея[источник не указан 124 дня];
- P. t. yakutensis Ticehurst, 1938 — от Енисея до Анадыря[источник не указан 124 дня].